# Eccellenza Veneto 1991-1992
Il campionato italiano di calcio di Eccellenza regionale 1991-1992 è stato il primo organizzato in Italia. Rappresenta il sesto livello del calcio italiano.
Questo è il campionato regionale della regione Veneto.

## Girone A

### Squadre partecipanti
| Club                      | Città                      |
| ------------------------- | -------------------------- |
| A.C. Abano Ali            | Abano Terme (PD)           |
| A.C. Chioggia Sottomarina | Chioggia (VE)              |
| U.S. De.Ro.Ma. Malo       | Malo (VI)                  |
| A.C. Contarina            | Contarina                  |
| A.C. Donada               | Donada (RO)                |
| A.C. Riello Legnago       | Legnago (VR)               |
| A.C. Lugagnano            | Sona (VR)                  |
| A.C. Malcontenta Mestrina | Mestre (VE)                |
| A.C. Marano               | Marano Vicentino (VI)      |
| U.S. Mestrino             | Mestrino (PD)              |
| S.S. Scardovari           | Porto Tolle (RO)           |
| A.C. Schio                | Schio (VI)                 |
| A.C. Tregnago             | Tregnago (VR)              |
| A.C. Trissino             | Trissino (VI)              |
| Calcio Venezia            | Venezia (VE)               |
| A.C. Villafranca Veronese | Villafranca di Verona (VR) |

### Classifica finale
|  | Pos. | Squadra              | Pt | G  | V  | N  | P  | GF | GS | DR  |
|  | ---- | -------------------- | -- | -- | -- | -- | -- | -- | -- | --- |
|  | 1.   | Contarina            | 42 | 30 | 15 | 12 | 3  | 34 | 13 | +21 |
|  | 2.   | De.Ro.Ma. Malo       | 40 | 30 | 14 | 12 | 4  | 35 | 18 | +17 |
|  | 3.   | Chioggia Sottomarina | 35 | 30 | 10 | 15 | 5  | 33 | 26 | +7  |
|  | 4.   | Lugagnano            | 34 | 30 | 9  | 16 | 5  | 33 | 24 | +9  |
|  | 5.   | Malcontenta Mestrina | 33 | 30 | 11 | 11 | 8  | 26 | 21 | +5  |
|  | 6.   | Legnago              | 32 | 30 | 12 | 8  | 10 | 35 | 32 | +3  |
|  | 7.   | Calcio Venezia       | 30 | 30 | 12 | 6  | 12 | 33 | 32 | +1  |
|  | 8.   | Donada               | 28 | 30 | 8  | 12 | 10 | 27 | 29 | -2  |
|  | 9.   | Schio                | 27 | 30 | 6  | 15 | 9  | 33 | 38 | -5  |
|  | 10.  | Tregnago             | 27 | 30 | 7  | 13 | 10 | 29 | 36 | -7  |
|  | 11.  | Mestrino             | 27 | 30 | 7  | 13 | 10 | 21 | 28 | -7  |
|  | 12.  | Marano               | 27 | 30 | 9  | 9  | 12 | 30 | 42 | -12 |
|  | 13.  | Abano                | 26 | 30 | 7  | 12 | 11 | 21 | 25 | -4  |
|  | 14.  | Scardovari           | 25 | 30 | 7  | 11 | 12 | 24 | 30 | -6  |
|  | 15.  | Villafranca Veronese | 25 | 30 | 8  | 9  | 13 | 21 | 30 | -9  |
|  | 16.  | Trissino             | 22 | 30 | 6  | 10 | 14 | 20 | 31 | -11 |

Legenda:

      Promossa in Campionato Nazionale Dilettanti 1992-1993

      Ammessa ai play-off nazionali.

      Retrocesse in Promozione 1992-1993 dopo i play-out.

      Retrocesse in Promozione 1992-1993 direttamente.

Note:
Tre punti a vittoria, uno a pareggio, zero a sconfitta.

### Verdetti finali
- A.C. Contarina promosso in Campionato Nazionale Dilettanti 1992-1993
- ... ai play-off nazionali.
- S.S. Scardovari, A.C. Villafranca Veronese e A.C. Trissino retrocessi in Promozione Veneto 1992-1993.

## Girone B

### Squadre partecipanti
| Club                  | Città                      |
| --------------------- | -------------------------- |
| A.C. Bessica          | Bessica (TV)               |
| U.S. Fulgor Salzano   | Salzano (VE)               |
| A.C. Liventina        | Motta di Livenza (VE)      |
| U.S. Luparense        | San Martino di Lupari (PD) |
| U.S. Miranese         | Mirano (VE)                |
| Calcio Montebelluna   | Montebelluna (TV)          |
| A.S. Montello         | Volpago del Montello (TV)  |
| Noventa               | Noventa di Piave (VE)      |
| U.S. Tonon Opitergina | Oderzo (TV)                |
| A.C. Pederobba        | Pederobba (PN)             |
| A.C. Pro Mogliano     | Mogliano Veneto (TV)       |
| A.C. Resana           | Resana (TV)                |
| A.S. Roncade Biancade | Roncade (TV)               |
| A.C. Rosà             | Rosà (VI)                  |
| A.C. Sedico           | Sedico (BL)                |
| Union San Stino       | San Stino di Livenza (VE)  |

### Classifica finale
|  | Pos. | Squadra          | Pt | G  | V  | N  | P  | GF | GS | DR  |
|  | ---- | ---------------- | -- | -- | -- | -- | -- | -- | -- | --- |
|  | 1.   | Miranese         | 44 | 30 | 18 | 8  | 4  | 35 | 8  | +27 |
|  | 2.   | Montebelluna     | 44 | 30 | 18 | 8  | 4  | 46 | 18 | +28 |
|  | 3.   | Pro Mogliano     | 35 | 30 | 11 | 13 | 6  | 28 | 17 | +11 |
|  | 4.   | Luparense        | 33 | 30 | 12 | 9  | 9  | 29 | 27 | +2  |
|  | 5.   | Resana           | 31 | 30 | 9  | 13 | 8  | 20 | 19 | +1  |
|  | 6.   | Roncade Biancade | 30 | 30 | 11 | 8  | 11 | 26 | 24 | +2  |
|  | 7.   | Sedico           | 30 | 30 | 7  | 16 | 7  | 25 | 24 | +1  |
|  | 8.   | Pederobba        | 30 | 30 | 9  | 12 | 9  | 22 | 23 | -1  |
|  | 9.   | Opitergina       | 30 | 30 | 5  | 20 | 5  | 21 | 23 | -2  |
|  | 10.  | Rosà             | 27 | 30 | 6  | 15 | 9  | 21 | 23 | -2  |
|  | 11.  | Montello         | 27 | 30 | 6  | 15 | 9  | 17 | 23 | -6  |
|  | 12.  | Liventina        | 26 | 30 | 7  | 12 | 11 | 20 | 35 | -15 |
|  | 13.  | Fulgor Salzano   | 25 | 30 | 7  | 11 | 12 | 28 | 32 | -4  |
|  | 14.  | Noventa          | 24 | 30 | 5  | 14 | 11 | 18 | 33 | -15 |
|  | 15.  | Union San Stino  | 23 | 30 | 4  | 15 | 11 | 15 | 28 | -13 |
|  | 16.  | Bessica          | 21 | 30 | 6  | 9  | 15 | 16 | 31 | -15 |

Legenda:

      Promossa in Campionato Nazionale Dilettanti 1992-1993

      Ammessa ai play-off nazionali.

      Retrocesse in Promozione 1992-1993 dopo i play-out.

      Retrocesse in Promozione 1992-1993 direttamente.

Note:
Tre punti a vittoria, uno a pareggio, zero a sconfitta.

### Spareggio 1º posto
| Squadra 1 | Risultato | Squadra 2    |
| --------- | --------- | ------------ |
| Miranese  | 1 - 0     | Montebelluna |

| Mogliano Veneto ??? 1992 | Miranese | 1 – 0 | Montebelluna | Stadio Comunale |

### Verdetti finali
- U.S Miranese promosso in Campionato Nazionale Dilettanti 1992-1993
- ... ai play-off nazionali.
- Noventa, Union San Stino e A.C. Bessica retrocessi in Promozione Veneto 1992-1993.